# Dolar Pokoju
Dolar Pokoju (ang. Peace Dollar) – amerykańska srebrna moneta obiegowa o nominale jednego dolara amerykańskiego wybijana w latach 1921–1928 i 1934–1935. Moneta została zaprojektowana przez Anthony’ego de Francisciego w celu upamiętnienia zwycięskiego zakończenia I wojny światowej.
W 2021 roku z okazji 100. rocznicy pierwszej emisji U.S. Mint ogłosiła wybicie monety kolekcjonerskiej mającej upamiętnić Dolara Pokoju.

## Tło historyczne

### Pittman Act of 1918
W związku z problemami gospodarczymi po I wojnie światowej, w 1918 roku, w Stanach Zjednoczonych przyjęto Pittman Act of 1918. Ustawa zobowiązała rząd Stanów Zjednoczonych do przetopienia 250 milionów dolarów Morgana na rzecz Wielkiej Brytanii. Jednocześnie prawo nakazywało zastąpienie przetopionych dolarów nowymi. Postanowiono jednak wznowić emisję dolarów Morgana. W związku z tą decyzją pojawił się problem ze stemplami, ponieważ wraz z zaprzestaniem wybijania srebrnej monety, mennica nakazała zniszczenie poprzednich stempli. W 1921 roku poproszono Morgana o wykonanie nowych. W maju 1921 roku wznowiono emisję Dolarów Morgana. Yeoman podaje, że ostatecznie przetopiono 270 232 722 sztuk dolarów Morgana.
Tak późne rozpoczęcie uzupełniania braków monety było spowodowane tym, że w 1918 roku cena uncji srebra przewyższała jednego dolara. Problem cen srebra wymusił na Wielkiej Brytanii obniżenie prób srebra, z którego wybijano monety. Departament Skarbu rozpoczął zakup srebra dopiero w maju 1920 roku, kiedy uncja srebra kosztowała jednego dolara. W marcu 1921 roku cena ta spadła do 53 centów.

### Postulat projektu nowego dolara
W 1920 roku podczas konferencji American Numismatic Association w Chicago zaproponowano wybicie nowego dolara, który upamiętniałby jednocześnie zakończenie I wojny światowej. Pomysł ten zyskał przychylność najpierw numizmatyków, a rok później w kręgach politycznych. Kongresmeni William Ashbrook i Albert Vestal podjęli starania, aby doprowadzić do jednomyślnego uchwalenia rezolucji nakazującej wybicie takiej monety. 28 lipca 1921 roku prezydent Warren Harding przyznał Komisji Sztuk Pięknych prawo przekazywania projektów monet. Nowy przywilej ułatwił dyskusję pomiędzy przewodniczącym komisji Charlesem Moore’em a dyrektorem mennicy Raymondem Bakerem.

## Projekt monety
Do pomysłu projektu nowego dolara udało się przekonać Moore’owi i Bakerowi sekretarza skarbu Andrew Mellona. Ośmiu znanych amerykańskich artystów (Victor Brenner, Hermon MacNeil, Chester Beach, Henry Hering, Robert Aitiken, Robert Tait McKenzie, John Flanagan, Anthony de Francisci) zostało poproszonych o złożenie swoich prac z propozycjami do specjalnego konkursu zaplanowanego na 23 listopada 1921 roku. Już 19 grudnia wyłoniono zwycięzcę konkursu. Został nim Anthony de Francisci, a projekt zaakceptował sam prezydent Stanów Zjednoczonych .

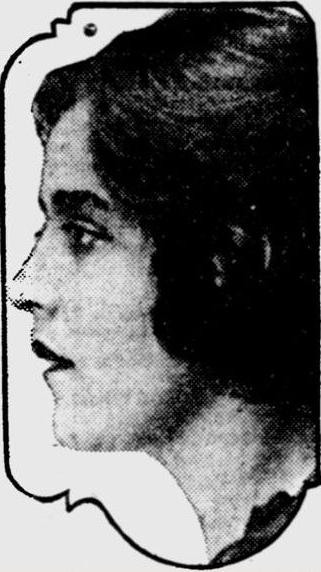
Profil Teresy de Francisci (1922)

Przedstawiciele weteranów armii amerykańskiej z I wojny światowej poprosili o przedstawienie im zwycięskiego projektu monety. Kontrowersje wywołał rewers dolara. Zwycięski rewers przedstawiał orła łamiącego miecz, co zostało odczytane przez weteranów za uznanie porażki Stanów Zjednoczonych w wojnie. Mennica natychmiast została zobowiązana do poprawy rewersu. Nie wiadomo, kto ostatecznie poprawił projekt rewersu, ponieważ w sprawę zaangażowano również George’a T. Morgana, który zaprojektował Dolar Morgana. Nowy rewers monety został zaakceptowany. Żona de Francisciego była główną inspiracją przy projektowaniu profilu personifikacji wolności.

## Emisja i obieg monety
Problemy pojawiły się już przy wybijaniu monet. Stemple dolara były wykonane przy pomocy nowej maszyny redukującej (ang. reducing machine) projektu Francuza Victora Javniera. Pozwalała ona artystom tworzyć duże projekty, aby potem móc je pomniejszyć i wyciąć w matrycy. Awers i rewers monety de Francisciego były wysokie, co przekładało się na krótszą żywotność stempli przygotowywanych nową techniką, a jakość wybijanych monet była niska. W 1921 roku mennica miała użyć kilku tysięcy stempli, aby wybić normę, która miała zapełnić lukę monet w obiegu. W celu rozwiązania problemu w obniżenie reliefów awersu i rewersu zaangażowano Morgana, de Francisci tylko nadzorował te prace. Jeszcze w 1922 roku wybijano monety z wysokim reliefem, ale jak podaje Bowers, nie weszły one do obiegu i prawdopodobnie zostały przetopione.

W 1928 roku ogłoszono wykonanie założeń Pittman Act. W latach 1921–1928 wybito łącznie 270 232 722 sztuk srebrnych jednodolarówek, co pokryło zapotrzebowanie rynku na monetę, które zrodziło się w wyniku wcześniejszego przetopienia monet.
W 1934 roku prezydent Franklin D. Roosevelt w ramach walki ze skutkami kryzysu gospodarczego przeprowadził przez Kongres ustawę Silver Purchase Act of 1934 zobowiązującą skup nowo wydobytego srebra po cenach wyższych niż rynkowe. Był to okres, kiedy rezerwy srebra budowane na mocy Pittman Act wyczerpywały się. Silver Purchase Act z 1934 roku przyczynił się do stopniowego wstrzymywania wybijania Dolara Pokoju. Ostatnia jego emisja z mennic w Denver, Filadelfii i San Francisco miała miejsce w 1935 roku .

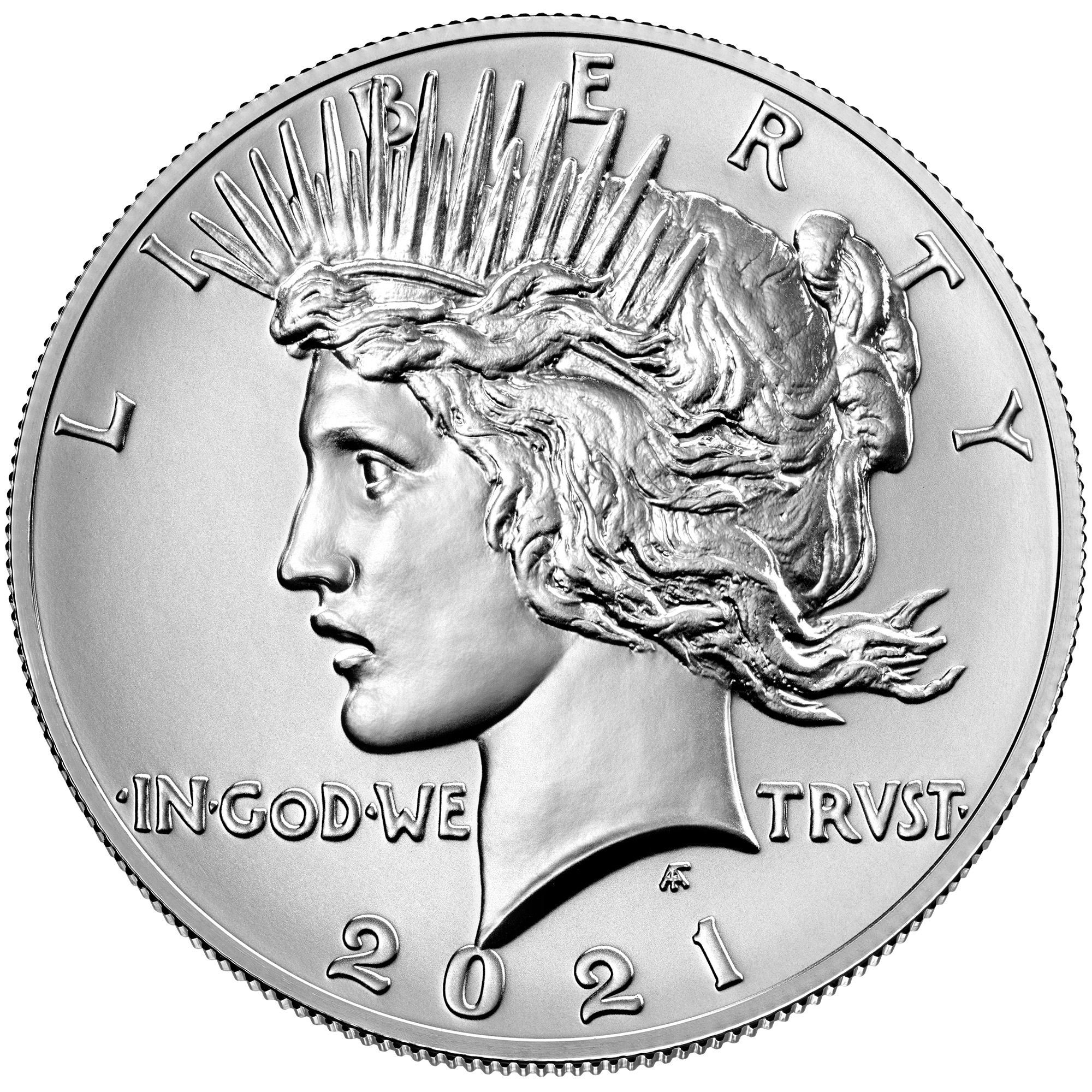
Awers kolekcjonerskiego Dolara Pokoju z 2021 roku

W trakcie II wojny światowej, na potrzeby armii i badań, przetopiono aż 50 milionów srebrnych monet, w tym Peace Dollary. Tym razem Kongres nie nakazywał uzupełnienia na rynku przetopionych monet. Po wojnie srebrne dolary stały się pożądanymi walorami kolekcjonerskimi, zapasy Departamentu Skarbu praktycznie nie istniały, a w 1964 roku pojawiło się nowe zapotrzebowanie na srebrną monetę. Miało ono swój początek w kasynach, których maszyny hazardowe wymagały właśnie takiej monety. 3 sierpnia 1964 roku Kongres przegłosował prawo nakazujące wybicie srebrnych dolarów w ilości 45 milionów sztuk. W 1965 roku wybito już 316 076 sztuk monet, ale w 23 lipca tego roku weszła w życie ustawa Coinage Act of 1965, wycofująca srebro z produkcji monet obiegowych. W związku z nowym prawem prezydent Lyndon Johnson nakazał przetopienie monet. Nadzór nad tym, aby żadna moneta nie opuściła oddziałów mennic, powierzono US Secret Service .
W 2021 roku U.S. Mint podała do wiadomości, że w związku z 100. rocznicą ostatniej emisji Dolarów Morgana i jednocześnie w związku z 100. rocznicą pierwszej emisji Dolara Pokoju wyemitowano dwie srebrne monety kolekcjonerskie dla każdego dolara. Dolar Morgana został wyemitowany w pięciu wersjach, aby upamiętnić wszystkie mennice, które wybijały tę monetę.

## Nakłady
Poniższa tabela przedstawia nakłady Peace Dollar*:
| Mennica (znak) | Filadelfia (brak znaku) | San Francisco (S) | Denver (D) |
| Rok            | Filadelfia (brak znaku) | San Francisco (S) | Denver (D) |
| -------------- | ----------------------- | ----------------- | ---------- |
| 1921           | 1 006 473               | –                 | –          |
| 1922           | 51 737 000              | 17 475 000        | 15 063 000 |
| 1923           | 30 800 000              | 19 020 000        | 6 811 000  |
| 1924           | 11 811 000              | –                 | –          |
| 1925           | 10 198 000              | 1 610 000         | –          |
| 1926           | 1 939 000               | 6 980 000         | 2 348 700  |
| 1927           | 848 000                 | 866 000           | 1 268 900  |
| 1928           | 360 649                 | 1 632 000         | –          |
| 1934           | 954 057                 | 1 011 000         | 1 569 500  |
| 1935           | 1 576 000               | 1 964 000         | –          |
| 1964           | –                       | –                 | 316 076    |
| 2021           | 200 000                 | –                 | –          |

* Tabela nie uwzględnia emisji kolekcjonerskich.

## Opis monety

### Awers
Przedstawienie personifikacji wolności miało nawiązywać do wyobrażenia wolności z rozpuszczonymi włosami na monecie Saint-Gaudens double eagle. Przy projektowaniu profilu wolności de Francisci inspirował się swoją żoną. Wzdłuż górnego otoku monety, częściowo zasłonięty koroną, napis „LIBERTY”. Profil wolności rozdziela dewizę zapisaną w formie „•IN•GOD•WE TRVST•”. Na dole monety, wzdłuż otoku rok wybicia. Pod szyją wolności znajduje się monogram projektanta „AF”.

### Rewers

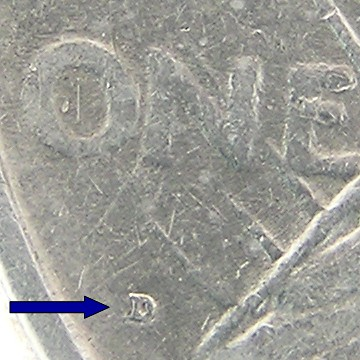
Lokalizacja znaku mennicy na rewersie monety

Pierwotny rewers, który nie został ostatecznie wybity, przedstawiał orła łamiącego miecz. Po protestach środowisk weteranów wizerunek rewersu został poprawiony. Ostateczna wersja przedstawia orła, który siedzi na górze z gałązką oliwną (symbol pokoju) i spogląda na wschodzące słońce i w kierunku Europy. Na górze, wzdłuż otoku wybita nazwa państwa „UNITED STATES OF AMERICA”, pod nim motto „E•PLURIBUS•UNUM”. Sylwetka orła rozdziela nominał monety. Na skale widnieje napis „PEACE”. Na rewersie wybijany był także znak mennicy, pod słowem „ONE”, w promieniach słońca.

### Opis fizyczny
Szczegóły opisu fizycznego monety:
- Waga: 26,73 g
- Średnica: 38,1 mm

- Kruszec: Ag 900 (90% srebra, 10% miedzi)
- Krawędź: ząbkowana
- Mennica: Filadelfia, Denver, San Francisco